# Битка код Колашина
До битке код Колашина је дошло 28. јула 1858. године, између црногорске и турске војске. Црногорска војска је бројала око 5000 људи, из брдских и старохерцеговачких племена, под командом војводе Миљана Вукова Вешовића и војводе Новице Церовића. Састојала се од Васојевића , Морачана, Ровчана , Дробњака, Ускока и Куча. Попаљени су сви турски катуни на Сињајевини и разорена насеља Требаљево, Штитарица и Липово. Напад на турски Колашин је проузроковао бројне политичке проблеме и дипломатске заплете, који се у историји називају Колашинска афера. Даље несугласице су отклоњене ангажовањем дипломата великих европских сила.